# Барекет
32°00′54″ пн. ш. 34°56′39″ сх. д. / 32.015° пн. ш. 34.944166666667° сх. д.
Барекет (івр. בַּרֶקֶת , букв. «Смарагд») — мошав у центральній частині Ізраїлю. Розташований в Шефелі, приблизно за п'ять кілометрів на північний схід від міжнародного аеропорту Бен-Гуріон. Територія охоплює 2500 дьонюмів, перебуває під юрисдикцією регіональної ради Хевель Моді'ін. У 2019 році тут проживало 2082 особи.

## Історія
Поселення заснували 1952 року члени руху «Га-поель-га-мізрахі», які іммігрували з району Габбан на південному сході Ємену. Мошав звели на руїнах зруйнованого палестинського села Аль-Тіра. Спочатку його назвали Кфар Халуцім («Село піонерів»), а потім Тірат Єгуда Бет (на честь сусіднього поселення Тірат Єгуда), перш ніж прийняти його теперішню назву. Як і в інших сусідніх села, таких як Нофех, Шогам, Лешем і Ахлама (колишня назва Бейт-Аріф), назва пов'язана з одним із 12 каменів у хошені, священному нагруднику, який носив єврейський первосвященик (2 М. 28:17).

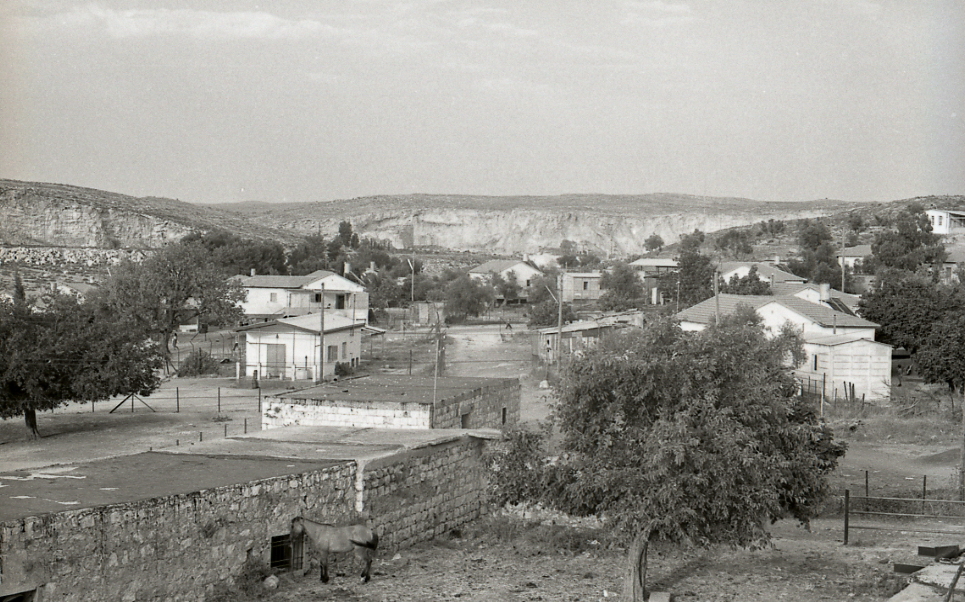
Мошав (1970)
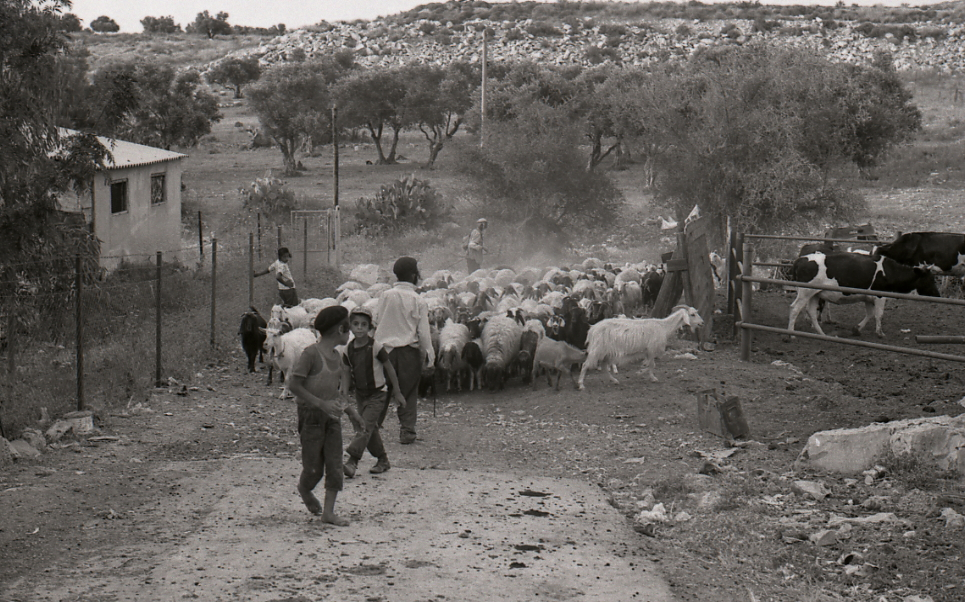
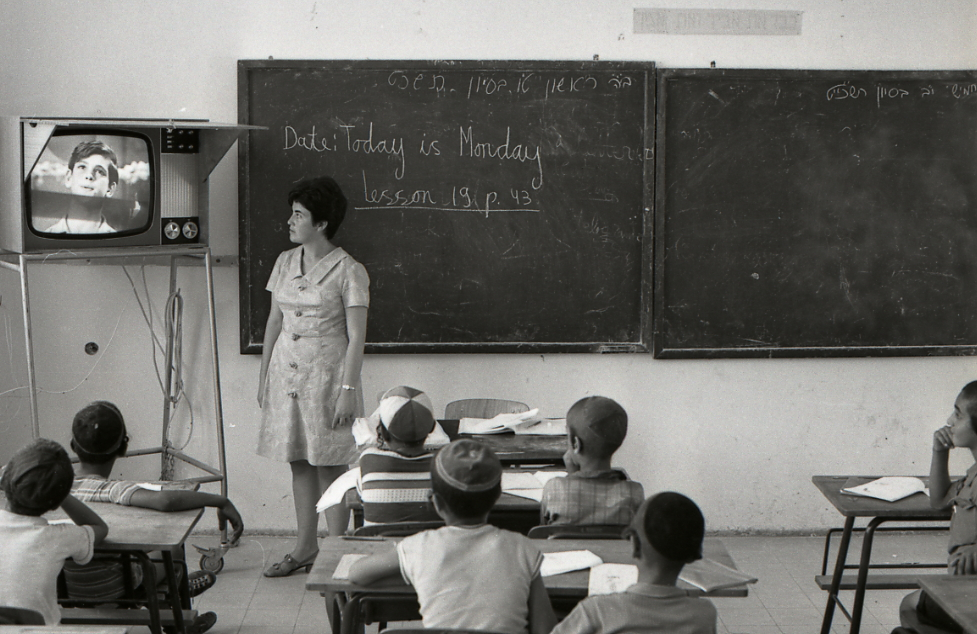
Урок англійської у школі

## Виноски
1. ↑  https://www.cbs.gov.il/he/publications/doclib/2019/ishuvim/bycode2021.xlsx — Центральне статистичне бюро Ізраїлю.
2. ↑  "Population in the Localities 2019" (XLS). Israel Central Bureau of Statistics. Архів оригіналу за 2 грудня 2020. Процитовано 23.01.2022.
3. ↑  Khalidi, Walid (1992). All That Remains: The Palestinian Villages Occupied and Depopulated by Israel in 1948. Washington D.C.: Institute for Palestine Studies. с. 418. ISBN 0-88728-224-5. Архів оригіналу за 21 березня 2019. Процитовано 28 січня 2022.
4. ↑  Carta's Official Guide to Israel and Complete Gazetteer to all Sites in the Holy Land, p94 ISBN 965-220-186-3
5. ↑  Place Names in Israel.